# P-Study System
P-Study System（ピースタディーシステム）は、暗記のための無償で利用できるソフトウェアである。

## 特徴
- 忘却曲線（間隔反復）に基づいて出題頻度を管理することができる。
- 基本問題集や追加問題集に含まれるさまざまな問題集を無償でダウンロードすることができる。
- 国産のソフトであるため日本人向けの問題集が充実している。
- 元々は英単語を覚えるために開発された。アルクの開発したSVLと組み合わせることで12000語まで覚えられる。
- 英語以外の外国語（中国語、韓国語、モンゴル語、インドネシア語、トルコ語、ドイツ語、フランス語、イタリア語、スペイン語、ポルトガル語、オランダ語、スウェーデン語、ロシア語）の問題集も増えつつある。特にドイツ語の単語数は1万語、中国語の単語数は5000語に及ぶ。英語以外のPDICとも連携ができる。
- 4択やディクテーションやカードモードなど様々な方法で学習することができる。
- 合成音声(Text to Speech)による読み上げを行うことができる。
- 外部連携が強力であり、英辞郎やOALDやLDOCEやCobuildなどの英英辞典と連携させることができる。

## モバイル版
- P-Study System for Android (リピたん) [2]
- P-Study System for WindowsMobile（2008年にリリースされたのが最後のバージョン）

## 参照
1. ↑  英単語学習ソフト P-Study System 改版履歴
2. ↑  英単語学習ソフト P-Study System for Android (リピたん)